# Талидомид
Талидомид (Thalidomide) е лекарство, използвано за лечение на редица видове рак, както и на редица кожни заболявания, включително усложнения от проказа. Използван е при редица състояния, свързани с ХИВ, но употребата му е свързана с повишени нива на вируса. Приема се през устата.
Това е имуномодулиращо лекарство и действа чрез редица механизми, включително стимулиране на Т-клетки и намаляване на производството на ДТГ. Честите нежелани реакции включват сънливост, обрив и замайване. Тежките странични ефекти включват синдром на туморен лизис, кръвни съсиреци и периферна невропатия. Талидомид е вещество със силна тератогенност при хора, предизвикващо тежки и животозастрашаващи вродени малформации с висока честота.
През 1998 г. талидомидът е одобрен в Съединените щати за употреба като лечение на рак. Той е в списъка на основните лекарства на Световната здравна организация. Предлага се като генерично лекарство.